# Học thuyết Eisenhower

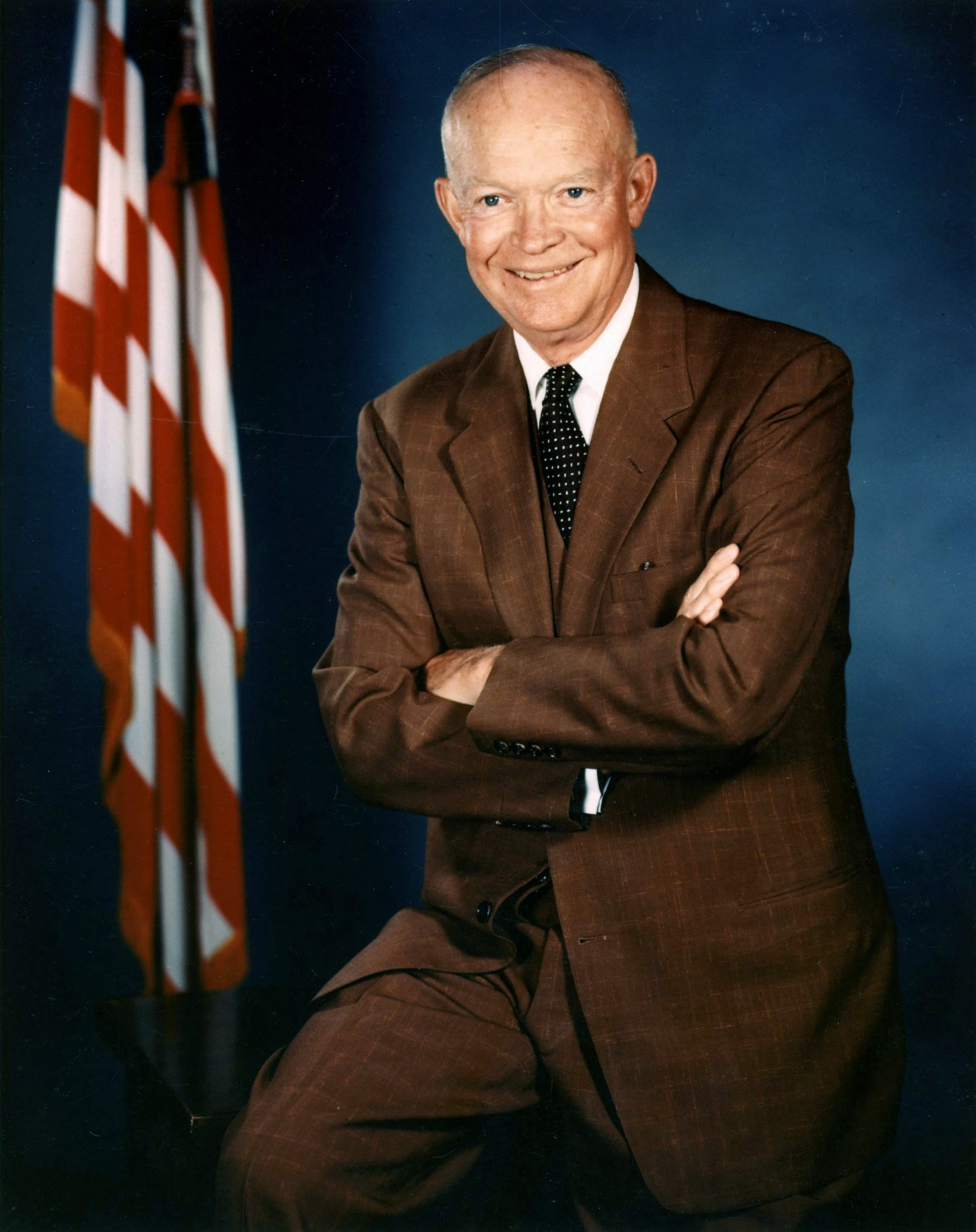
Tổng thống Hoa Kỳ Dwight Eisenhower.

Học thuyết Eisenhower liên quan tới một bài diễn văn của Tổng thống Mỹ Dwight Eisenhower vào ngày 9 tháng 3 năm 1957 tại Quốc hội Hoa Kỳ, nơi học thuyết chính sách đối ngoại này đã được thông qua nhằm tăng cường vai trò của Washington ở Trung Đông. Các tác giả văn kiện này là Tổng thống Mỹ Dwight Eisenhower và ngoại trưởng John Foster Dulles. Theo học thuyết này, một nước trong khu vực Trung Đông có thể xin viện trợ kinh tế và quân sự của Hoa Kỳ, nếu bị đe dọa bởi một nước khác xâm lược. Về thực chất, tổng thống Mỹ có toàn quyền sử dụng lực lượng quân sự trong khu vực này.

## Bối cảnh
Học thuyết này là để phản ứng với cuộc Khủng hoảng Kênh đào Suez, chấm dứt ưu thế của phương Tây ở khu vực Ả Rập, tạo nên khoảng trống quyền lực mà Anh và Pháp đã để lại. Về phương diện chính trị toàn cầu, Tổng thống Mỹ Eisenhower cho rằng Liên Xô sử dụng Trung Đông vào "các ý đồ chính trị có tính vũ lực" nhằm "cộng sản hóa thế giới." Theo Eisenhower, Moskva hy vọng sẽ thiết lập sự thống trị trong khu vực Trung Đông vốn là cửa ngõ giữa lục Á-Âu và châu Phi. Chính quyền Eisenhower cũng nhận thấy Trung Đông không những chỉ quan trọng trong chính sách đối ngoại trong tương lai riêng của Hoa Kỳ mà cũng của đồng minh của mình. Vùng này cung cấp phần lớn lượng dầu thế giới, và nó được cảm nhận là nếu nó rơi vào tay chủ nghĩa cộng sản, Hoa Kỳ và đồng minh phải chịu hậu quả kinh tế trầm trọng. Trên phương diện khu vực, mục đích của chính sách này là tạo cho các chính phủ Ả Rập độc lập một sự lựa chọn, thay vì bị kiểm soát chính trị bởi Nasser, làm cho chế độ họ vững mạnh trong lúc cô lập ảnh hưởng cộng sản bằng cách cô lập Nasser. Chính sách này tuy nhiên phần lớn đã thất bại về mặt này, khi quyền lực của Nasser gia tăng nhanh chóng vào năm 1959 đến nỗi ông ta có thể góp phần quyết định ai sẽ trở thành lãnh tụ tại các nước Ả Rập chung quanh, bao gồm Iraq và Ả Rập Xê Út; trong lúc ấy, tuy nhiên quan hệ của Nasser đối với Liên Xô cũng trở nên tệ hại.

## Thực hành
Hai lần Hoa Kỳ đã ứng dụng học thuyết này: 
- Tháng 4 1957 một hạm đội Hoa Kỳ yểm trợ vua Jordan Hussein của Jordan, khi ông ta đảo chính chính quyền của mình, để mà ngăn cản Jordan tiến lại gần Liên Xô.
- Trong cuộc khủng hoảng Libanon 1958 quân đội Hoa Kỳ đã trợ giúp tổng thống Camille Chamoun theo đạo Kitô, chống lại sự sáp nhập Liban, nước duy nhất ở thế giới Ả Rập theo thể chế dân chủ đa nguyên, vào Cộng hòa Ả Rập Thống nhất, dưới sự lãnh đạo của Nassers đã thống nhất Syria và Ai Cập.

## Kết thúc
Khi thủ tướng Liên Xô Nikita Sergeyevich Khrushchyov viếng thăm Hoa Kỳ 1959, ông và Eisenhower chuyển sang chiều hướng cùng chung sống giữ 2 khối quyền lực, đưa đến sự từ bỏ Học thuyết Eisenhower vào cùng năm.